# Хиетала, Марко
Марко Тапани Хиетала (родился 14 января 1966 года в Терво, Финляндия) — финский бас-гитарист и вокалист, участник музыкальных групп Tarot и Northern Kings, бывший участник групп Sinergy, Delain и Nightwish.

## Nightwish (2002—2021)
Присоединившись к Nightwish, Хиетала стал петь в некоторых песнях в дуэте с Тарьей Турунен. Лидер и композитор группы Туомас Холопайнен придал Nightwish новое звучание с помощью резкого и хрипловатого голоса Марко.

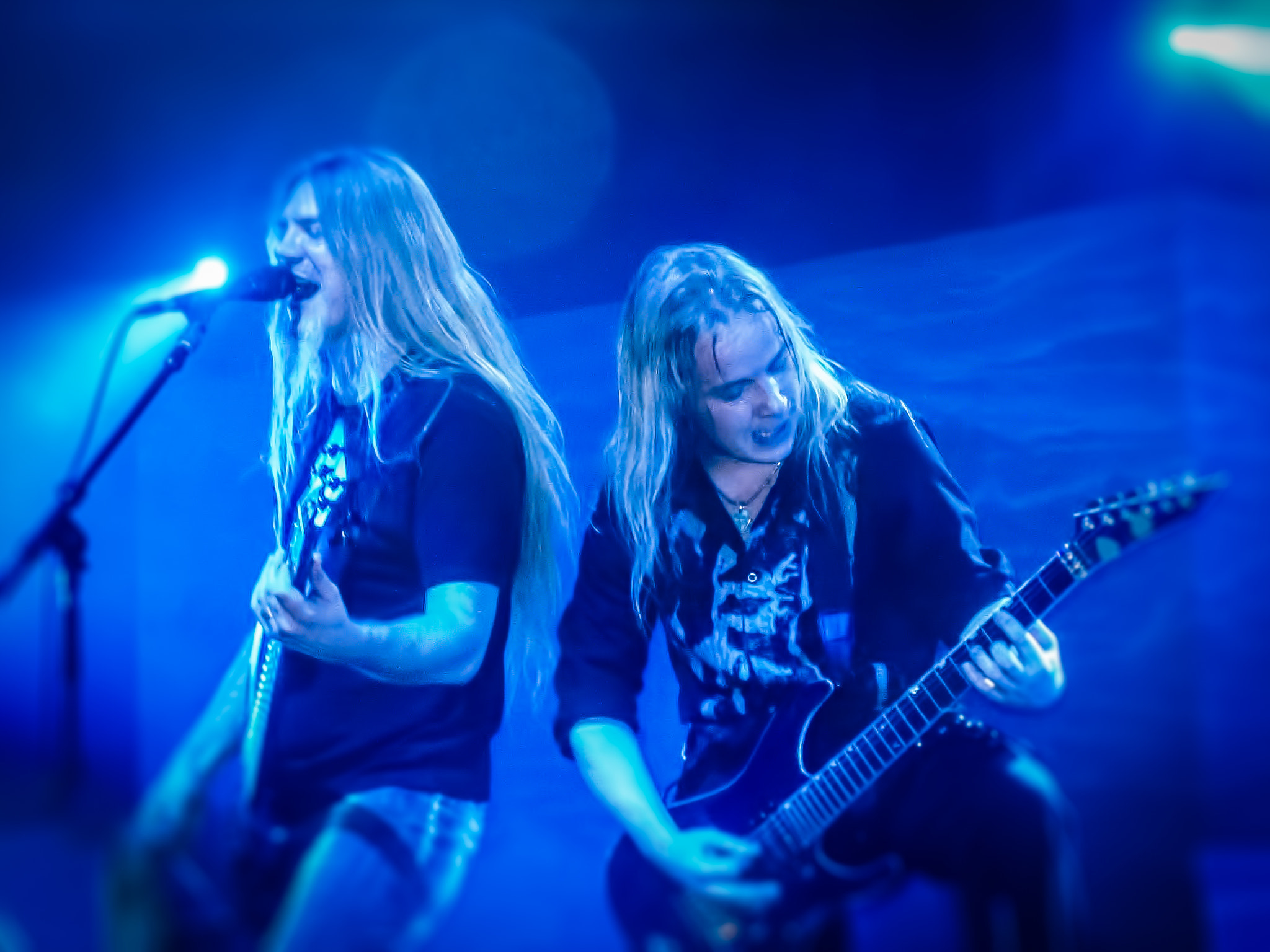
Марко Хиетала и Эмппу Вуоринен в составе Nightwish в 2008 году

Во время выступлений коллектива Тарья брала передышки, во время которых исполнялись инструментальные композиции. С появлением Марко Nightwish стали играть каверы на различные известные песни с его вокалом. Так, они исполняли «Crazy Train» Оззи Осборна, «Wild Child» W.A.S.P., «Symphony of Destruction» Megadeth, «High Hopes» Pink Floyd. Некоторые из этих каверов вошли в релизы группы.
В 2006 году Марко участвовал в записи дебютного альбома Lucidity нидерландской симфо-метал-группы Delain, где выступал в качестве бас-гитариста и вокалиста на некоторых треках.
В 2007 году, когда Холопайнен искал новую вокалистку для Nightwish, Хиетала вместе с Яркко Ахола (Teräsbetoni), Тони Какко (Sonata Arctica) и Юха-Пекка Леппалуото (Charon) создали проект под названием Northern Kings, в котором Марко играет роль басиста и вокалиста. 31 октября 2007 года на лейбле Music Finland была представлена их пластинка Reborn. В неё вошли кавер версии популярных хитов 80-х годов.

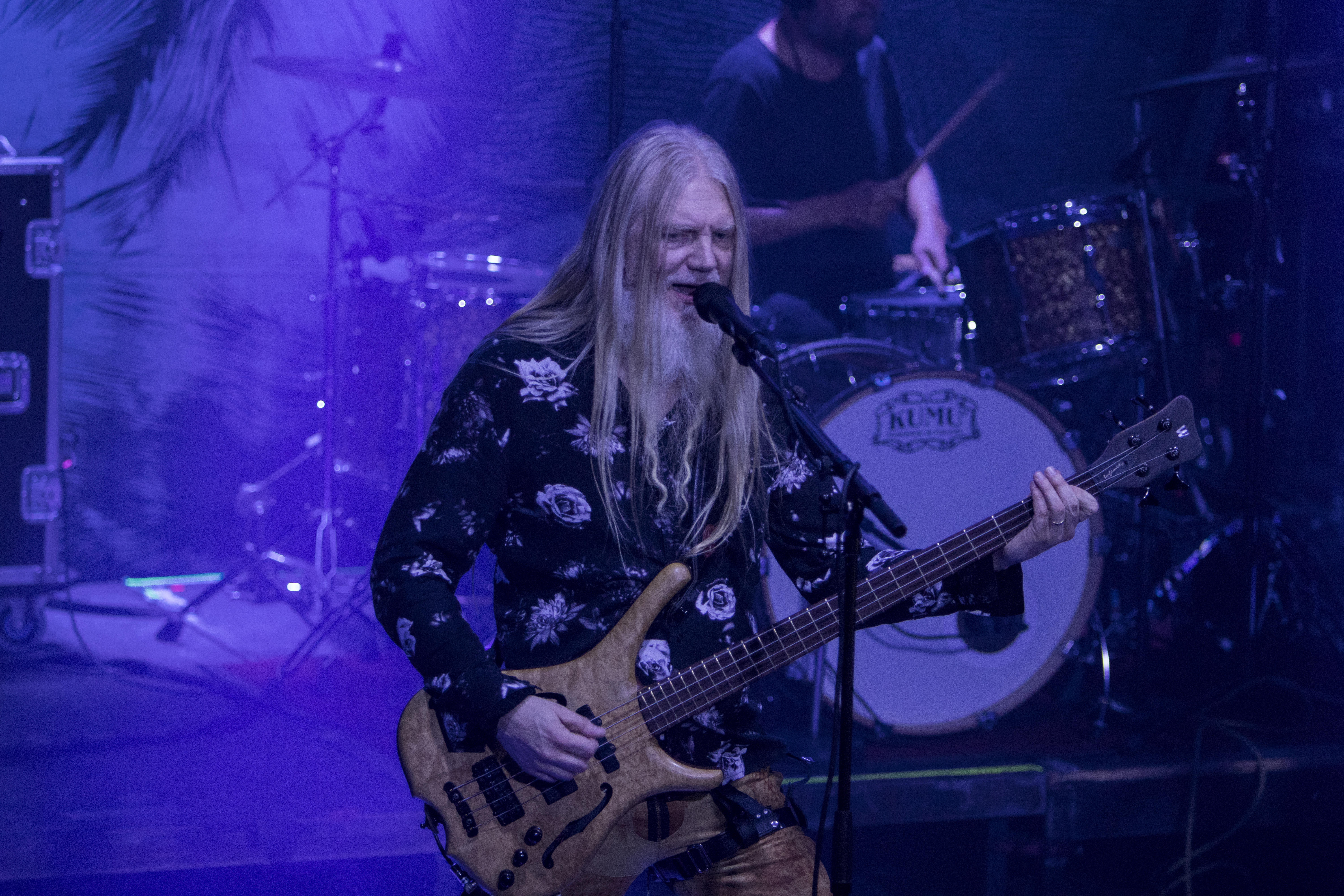
Марко Хиетала на сольном концерте в 2019 году

В 2020 году Хиетала выиграл финскую версию шоу Masked Singer.

## Уход из музыки (2021—2022)
12 января 2021 Марко Хиетала объявил о своём уходе из Nightwish и из публичного пространства в целом, о чём написал в своих профилях в Twitter и Instagram, а 12 января 2021 года на официальном сайте группы это было подтверждено официально. Спустя десять дней вышел сингл «Tuonela» группы Therion, в котором Хиетала исполнил вокальную партию. В своём обращении Марко просил не беспокоить его, обращаясь как к СМИ, так и к музыкальным компаниям, группам, артистам, проектам, сделав особое исключение только для кумира своего детства, гитариста Black Sabbath Тони Айомми.

## Возвращение
Через 17 месяцев, в июне 2022 года, Марко Хиетала вернулся к музыкальной деятельности, приняв в участие в первом за 12 лет выступлении супергруппы Northern Kings. Месяцем позже Хиетала с сессионными музыкантами принял участие в швейцарском фестивале Z7 Summer Nights Open Air, в ходе которого они с Тарьей Турунен исполнили «The Phantom of the Opera», впервые с увольнения Турунен из Nightwish в 2005 году. Затем Марко принял участие в туре Тарьи Living the Dream Together по Латинской Америке и Европе, в марте 2024 года они выпустили совместный сингл «Left on Mars», после чего Хиетала сообщил, что не исключает возможность создания новой совместной группы с Тарьей Турунен.

## Инструменты
- Бас-гитара Warwick Vampyre NT
- Бас-гитара Warwick Infinity 2000 LTD
- Усилитель Warwick Pro-Tube IX
- Кабинет Warwick 410Pro 4x10
- Предусилитель SansAmp Tech 21 GT2 Amp Modeler

## Дискография
- Tarot: Spell Of Iron (1986)
- Tarot: Follow Me Into Madness (1988)
- Tarot: To Live Forever (1993)
- Tarot: Stigmata (1995)
- Tarot: For the Glory of Nothing (1998)
- Conquest: Conquest (1999)
- Sinergy: To Hell And Back (2000)
- Sinergy: Suicide by My Side (2002)
- Virtuocity: Secret Visions (2002)
- Dreamtale: Beyond Reality (2002) — вокал в двух композициях.
- Nightwish: Century Child (2002)
- Tarot: Shining Black(2003)
- Tarot: Suffer Our Pleasures (2003)
- Nightwish: Once (2004)
- Tarot: Crows Fly Black (2006)
- Delain: Lucidity (2006)
- Nightwish: Dark Passion Play (2007)
- Northern Kings: Reborn (2007)
- Northern Kings: Rethroned (2008)
- Ebony Ark: Decoder 2.0 (2008)
- Delain: April Rain (2009)
- Sapattivuosi: Ihmisen Merkki (2009)
- Tarot: Gravity of Light (2010)
- Tarot: The Spell of Iron MMXI (2011)
- Nightwish: Imaginaerum (2011)
- Ayreon: The Theory of Everything (2013)
- Delain: The Human Contradiction (2014)
- Nightwish: Endless Forms Most Beautiful (2015)
- Avantasia: Ghostlights (2016)
- Ayreon: Ayreon Universe (2018)
- Сольный альбом Mustan sydämen rovio (2019)[7]
- Сольный альбом Pyre of the Black Heart (2020)[8]
- Nightwish: Human. :II: Nature. (2020)
- Therion: Leviathan (2021)